# بمب‌های زیبا
بمب‌های زیبا (انگلیسی: Nice Bombs) فیلمی در ژانر مستند به کارگردانی اسامه الشیبی است که در سال ۲۰۰۶ منتشر شد. از بازیگران آن می‌توان به اسامه الشیبی اشاره کرد. داستان فیلم در مورد بازگشت اسامه الشیبی به عراق پس تهاجم به عراق در سال ۲۰۰۳ است.

## طرح
در ژانویه 2004، اندکی پس از اینکه رسماً شهروند آمریکا شد، اسامه الشعیبی فیلمساز عراقی الاصل به بغداد سفر می کند تا از خانواده ای که بیش از دو دهه است ندیده است دیدن کند. او به همراه همسرش کریستی سفر را انجام می دهد. اگرچه صدام حسین در ماه دسامبر توسط نیروهای آمریکایی دستگیر شده بود، بغداد در وضعیت آشفتگی شدید با انفجارهای مهیب است که هر روز رخ می دهد و هراسناک است. با این حال، اوساما و کریستی از بی‌توجهی خانواده‌اش نسبت به هرج و مرج شگفت‌زده می‌شوند. وقتی بمبی منفجر می‌شود و کل خانه را تکان می‌دهد، تعریف پسر عموی اسامه از این وسیله انفجاری به عنوان "بمب خوب" یاد می‌کند، نام فیلم از این رو است.